# Anaxyrus nelsoni
Anaxyrus nelsoni е вид земноводно от семейство Крастави жаби (Bufonidae). Видът е застрашен от изчезване.

## Разпространение
Видът е ендемичен за пустинята Амаргоса в окръг Най, Невада, САЩ.